# Keshia Baker
Keshia Baker (* 30. Januar 1988 in Fairfield, Kalifornien) ist eine US-amerikanische Sprinterin, die sich auf die 400-Meter-Distanz spezialisiert hat.
Als Studentin an der University of Oregon wurde sie 2010 in der Halle NCAA-Vizemeisterin.
Als Siebte der US-Meisterschaften wurde sie 2011 für das US-Staffelteam bei den Weltmeisterschaften in Daegu nominiert. Mit ihrem Einsatz im Vorlauf trug sie dazu bei, dass die US-Stafette Gold in der 4-mal-400-Meter-Staffel gewann. Auch bei den Olympischen Spielen 2012 in London lief Baker im Vorlauf für die US-Staffel, die im Finale Gold gewann.
Keshia Baker ist 1,70 m groß und wiegt 61 kg. Sie wird von Quincy Watts trainiert und startet für Saucony.

## Persönliche Bestzeiten
- 200 m: 23,41 s, 16. Mai 2010, Berkeley
  - Halle: 23,92 s, 13. Februar 2010, Fayetteville
- 400 m: 50,76 s, 16. Mai 2010,	Berkeley
  - Halle: 51,63 s, 13. März 2010, Fayetteville